# موتلا
شهر موتلا (به سوئدی: Motala) در ناحیه شهری موتلا در کشور سوئد واقع شده‌است. جمعیت این شهر ۱۵۵۳٫۹۹  نفر است.